# Venner forever
|  | Denne artikel er oprettet af botten Steenthbot ud fra en ekstern database. Den kan derfor have sproglige fejl eller mangler. Denne skabelon kan fjernes efter kontrol af indholdet. |

Venner forever er en dansk kortfilm fra 1985 instrueret af Stefan Henszelman efter eget manuskript.

## Handling
Den 15-årige Kristian kommer til en ny skole, hvor han møder Henrik, der er anderledes, en spændende og åben dreng. Kristian kommer i klemme, da han skal vælge side mellem Henrik og det han står for, og Patrick der er klassens dominerende dreng og i stærk opposition til Henrik.

## Medvirkende
- Claus Bender Mortensen
- Thomas Elholm
- Thomas Sigsgaard
- Christine Skou
- Claus Steenstrup Nielsen
- Lars Jakobsen
- Christian Kamienski
- Rasmus Bay Barlby
- Hans Henrik Voetmann
- Rita Angela
- Hanne Windfeld
- Christine Seedorff
- Kristina Søndergaard
- Michael Fardan
- Asger Malmstrøm Jensen
- Brian Christiansen